# Middelstum
Middelstum est un village qui fait partie de la commune de Loppersum dans la province néerlandaise de Groningue.
Le 1er janvier 1990, la commune indépendante de Middelstum est supprimée et rattachée à Loppersum.

## Personnalités liées à Middelstum
- Bernard Willem Hoffman (1758-1816), pasteur de la ville et député